# 西尾市立吉良図書館
西尾市立吉良図書館（にしおしりつきらとしょかん）は、愛知県西尾市吉良町荻原にある公共図書館。西尾市立図書館の分館である。
1984年（昭和59年）10月に幡豆郡吉良町の吉良町立図書館（きらちょうりつとしょかん）として開館し、2011年（平成23年）4月1日に西尾市立吉良図書館に改称した。隣接地には尾崎士郎の文学館である尾崎士郎記念館がある。名鉄西尾線吉良吉田駅から北に徒歩20分の場所にある。

## 歴史

### 吉良町立図書館(1984-2011)

#### 図書館の開館
幡豆郡吉良町は1982年（昭和57年）7月に図書館の建設方針を固め、1983年（昭和58年）10月に名鉄西尾線三河荻原駅西側の用地で着工、1984年（昭和59年）3月に竣工した。1984年7月に吉良町立図書館が仮開館し、同年10月に正式開館した。
図書館は西尾市が所有する旧糟谷邸（愛知県指定有形文化財）と敷地を同一にしており、江戸時代の豪農の邸宅である旧糟屋邸に調和した外観となっている。鉄筋コンクリート造平屋建であり、開館当時の蔵書収容能力は開架が3万冊、閉架書庫が3万冊、計6万冊だった。

#### 開館後

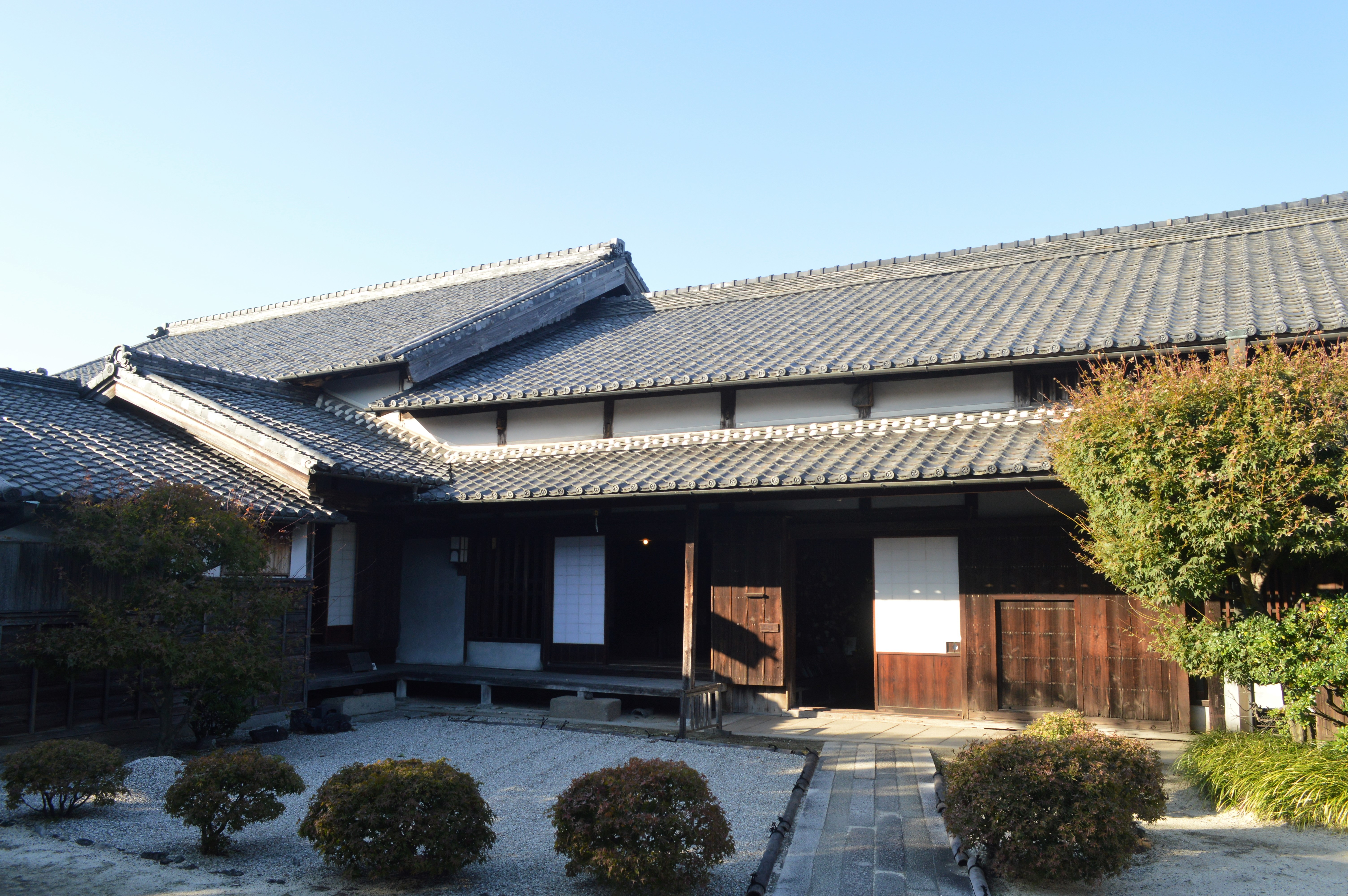
隣接地にある旧糟屋邸

1988年（昭和63年）3月には図書館入口の右手に、幡豆郡横須賀町（現・西尾市吉良町）出身の小説家である尾崎士郎に関する文献を集めた尾崎士郎記念室が設置された。1989年（平成元年）2月には尾崎士郎作文賞を創設した。同年8月には図書データの作成など電算化の準備を開始し、1990年（平成2年）4月にはコンピュータによる貸出返却業務を開始した。
1991年度（平成3年度）時点の開館時間は「9時-17時」であり、貸出冊数は5冊まで、貸出期間は15日間だった。1991年度末の蔵書冊数は50,485冊であり、1991年度の貸出冊数は50,698冊だった。1991年度末の吉良町の人口は22,037人だったため、住民1人あたり貸出冊数は2.3冊だった。
1992年（平成4年）12月にはボランティアグループ「こうまの会」が結成された。1993年（平成5年）には文学者の記念室を併設する公共図書館の館長が一堂に会する全国交流会が丸岡町民図書館で初開催され、吉良町立図書館からも館長が出席した。1994年（平成6年）2月には開館10周年を記念して尾崎士郎展を開催した。
1995年（平成7年）5月には愛知県図書館オンライン検索システムに接続した。同年5月には吉良児童館に、同年6月には吉良文化広場に配本所を開設している。同年7月には吉良町の町制40周年記念事業として図書館フェスタを開催した。同年10月には吉良町立図書館で「第3回全国文学者記念室を伴う図書館交流会」が開催され、吉良町立図書館のほかに丸岡町民図書館（中野重治）、文京区立本郷図書館（森鷗外）、四日市市立図書館（丹羽文雄）、彦根市立図書館（舟橋聖一）、喬木村立椋鳩十記念図書館（椋鳩十）、高月町立図書館（井上靖）が参加した。1996年（平成8年）5月には小学校5校に対して巡回図書を開始し、同年10月には視聴覚資料の貸出を開始した。

#### 増築後

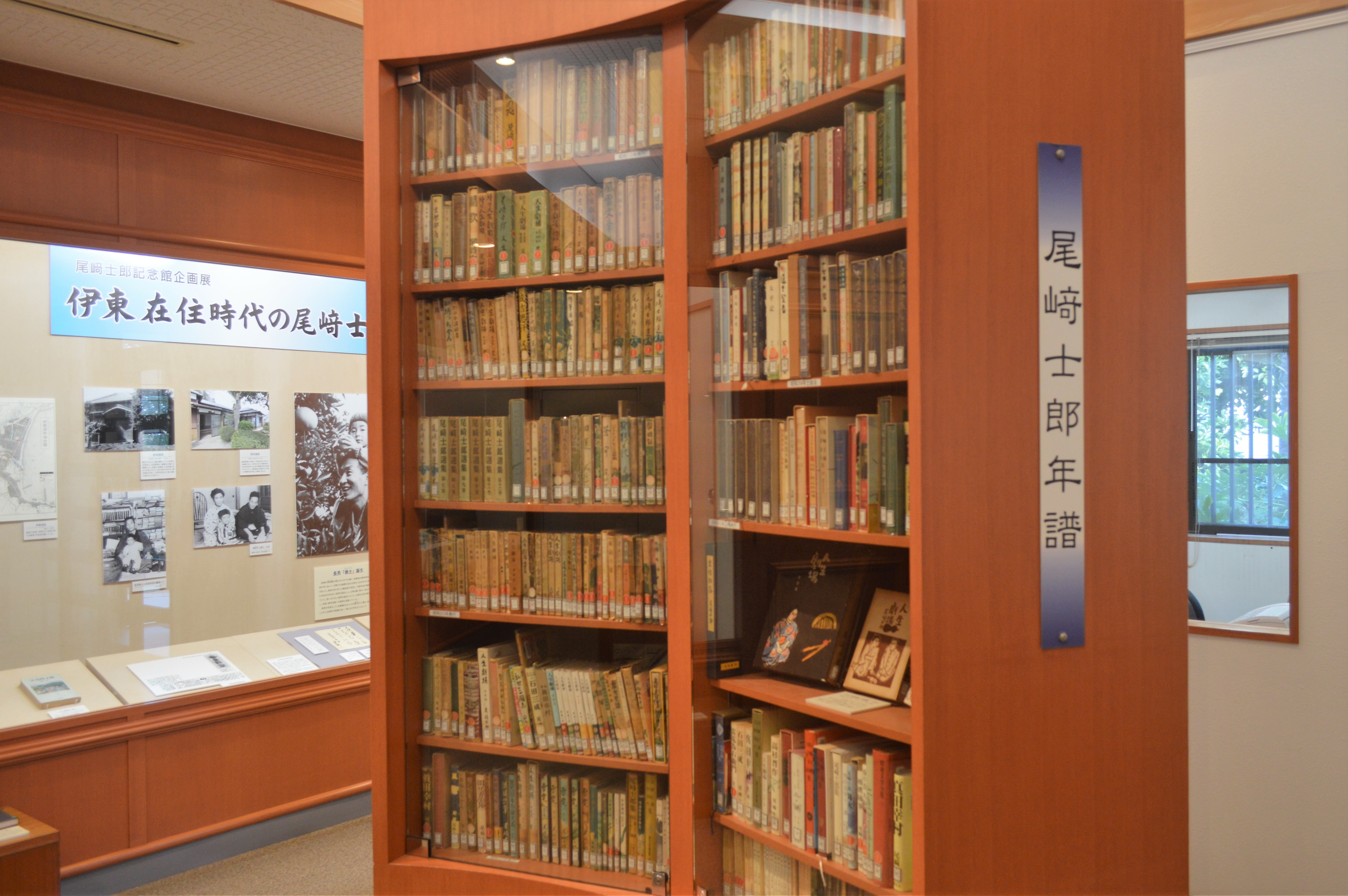
隣接地にある尾崎士郎記念館

2000年（平成12年）5月から2001年（平成13年）1月には建物北側に別棟の増改築工事を行い、新たに特別閲覧室・視聴覚室兼会議室・第二閉架書庫が設けられた。これにより、蔵書収容能力は開架が5万冊、閉架書庫が11万冊、計16万冊に増えた。2000年度末の蔵書点数は90,811点であり、2000年度の貸出点数は98,669点だった。2000年度末の吉良町の人口は22,204人だったため、住民1人あたり貸出冊数は4.4冊だった。
開館から16年を経た2001年（平成13年）2月16日には延べ入館者数が100万人を超えた。尾崎士郎記念室や尾崎の書斎があることから、観光客が図書館を訪れることがある。2002年（平成14年）12月には図書館西側の同一敷地に、尾崎士郎の書斎を移築した尾崎士郎記念館が開館した。
2006年（平成18年）12月16日には最寄駅の名鉄西尾線三河荻原駅が廃止となり、最寄駅は名鉄西尾線・蒲郡線吉良吉田駅（徒歩20分）となった。2007年（平成19年）2月1日には幡豆郡三町図書館広域システムが開始され、一色町の学びの館、幡豆町の幡豆町立図書館とオンラインで結ばれた。ウェブサイトから3館すべての蔵書検索や予約などが可能となり、幡豆町立図書館の蔵書をウェブサイトから予約して吉良町立図書館で受け取ることなどが可能となった。
2009年度（平成21年度）末の蔵書点数は131,431点であり、2009年度の貸出点数は143,165点だった。2009年度末の吉良町の人口は22,901人だったため、住民1人あたり貸出冊数は6.3冊だった。

### 西尾市立吉良図書館(2011-)
| 吉良町立/西尾市立吉良図書館の蔵書冊数 | 吉良町立/西尾市立吉良図書館の蔵書冊数 | 吉良町立/西尾市立吉良図書館の蔵書冊数 | 吉良町立/西尾市立吉良図書館の蔵書冊数 | 吉良町立/西尾市立吉良図書館の蔵書冊数 |
| ------------------------------------- | ------------------------------------- | ------------------------------------- | ------------------------------------- | ------------------------------------- |
| 年度                                  |                                       |                                       |                                       | 点数                                  |
| 1991                                  | 1991                                  |                                       | 50,485                                | 50,485                                |
| 2000                                  | 2000                                  |                                       | 90,811                                | 90,811                                |
| 2009                                  | 2009                                  |                                       | 131,431                               | 131,431                               |
| 2016                                  | 2016                                  |                                       | 137,901                               | 137,901                               |

| 吉良町立/西尾市立吉良図書館の貸出冊数 | 吉良町立/西尾市立吉良図書館の貸出冊数 | 吉良町立/西尾市立吉良図書館の貸出冊数 | 吉良町立/西尾市立吉良図書館の貸出冊数 | 吉良町立/西尾市立吉良図書館の貸出冊数 |
| ------------------------------------- | ------------------------------------- | ------------------------------------- | ------------------------------------- | ------------------------------------- |
| 年度                                  |                                       |                                       |                                       | 点数                                  |
| 1991                                  | 1991                                  |                                       | 50,698                                | 50,698                                |
| 2000                                  | 2000                                  |                                       | 98,669                                | 98,669                                |
| 2009                                  | 2009                                  |                                       | 143,165                               | 143,165                               |
| 2016                                  | 2016                                  |                                       | 130,980                               | 130,980                               |

2011年（平成23年）4月1日には旧西尾市・一色町・吉良町・幡豆町の1市3町が合併して新西尾市が発足し、吉良町立図書館は西尾市立吉良図書館に改称した。2015年度末の蔵書冊数は137,901冊であり、2015年度の貸出冊数は130,980冊である。

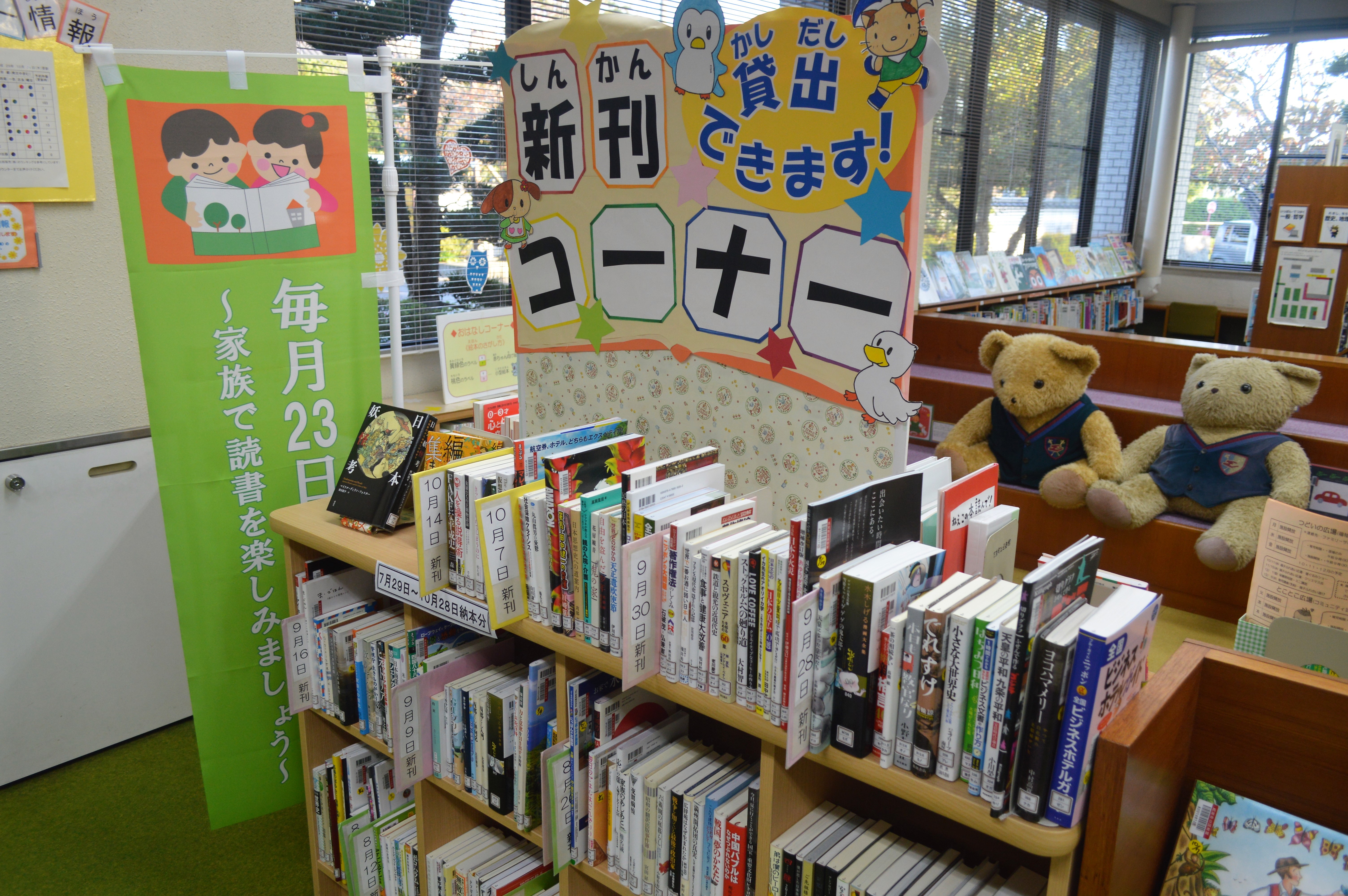
新刊コーナー
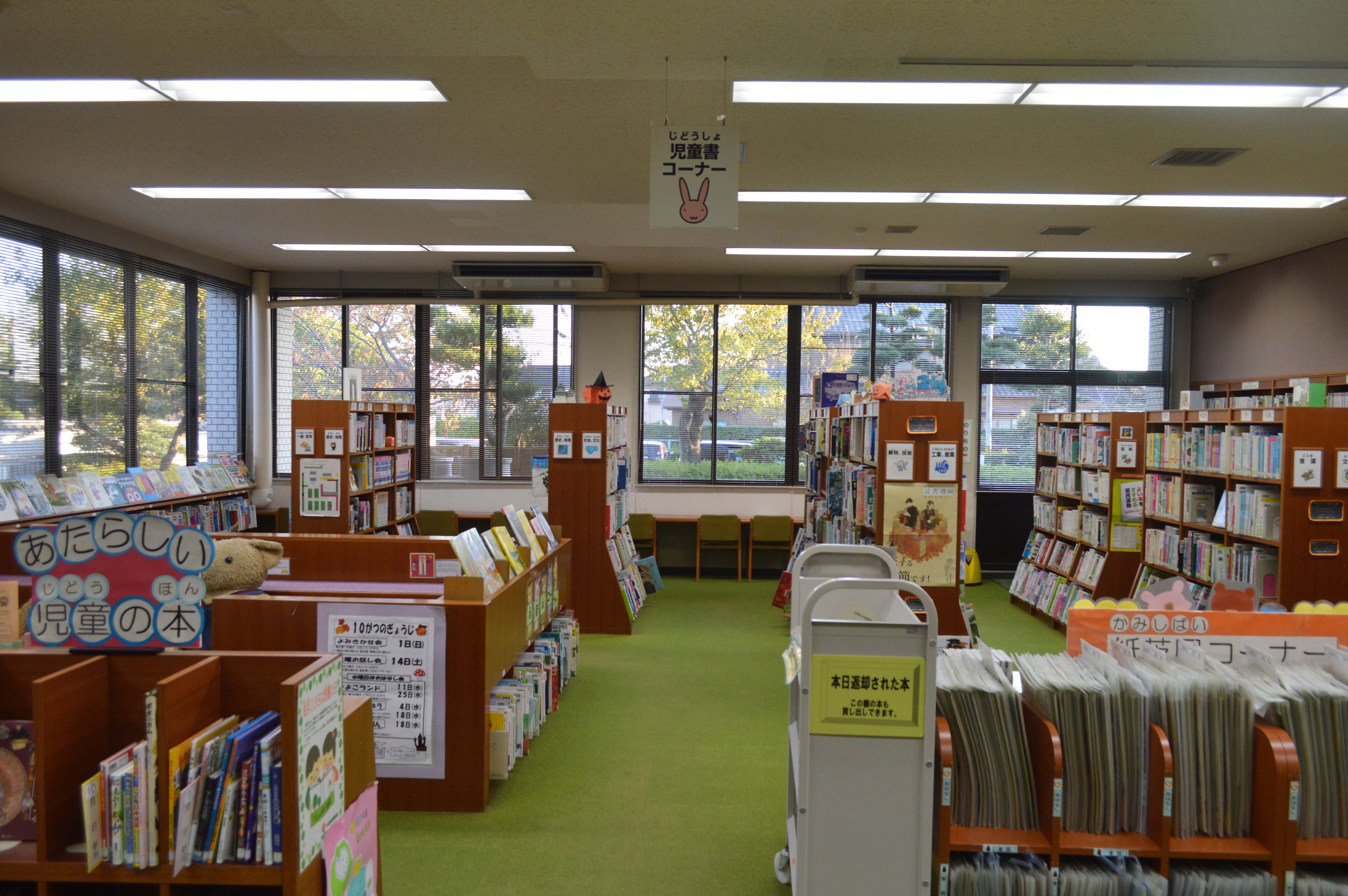
児童書コーナー
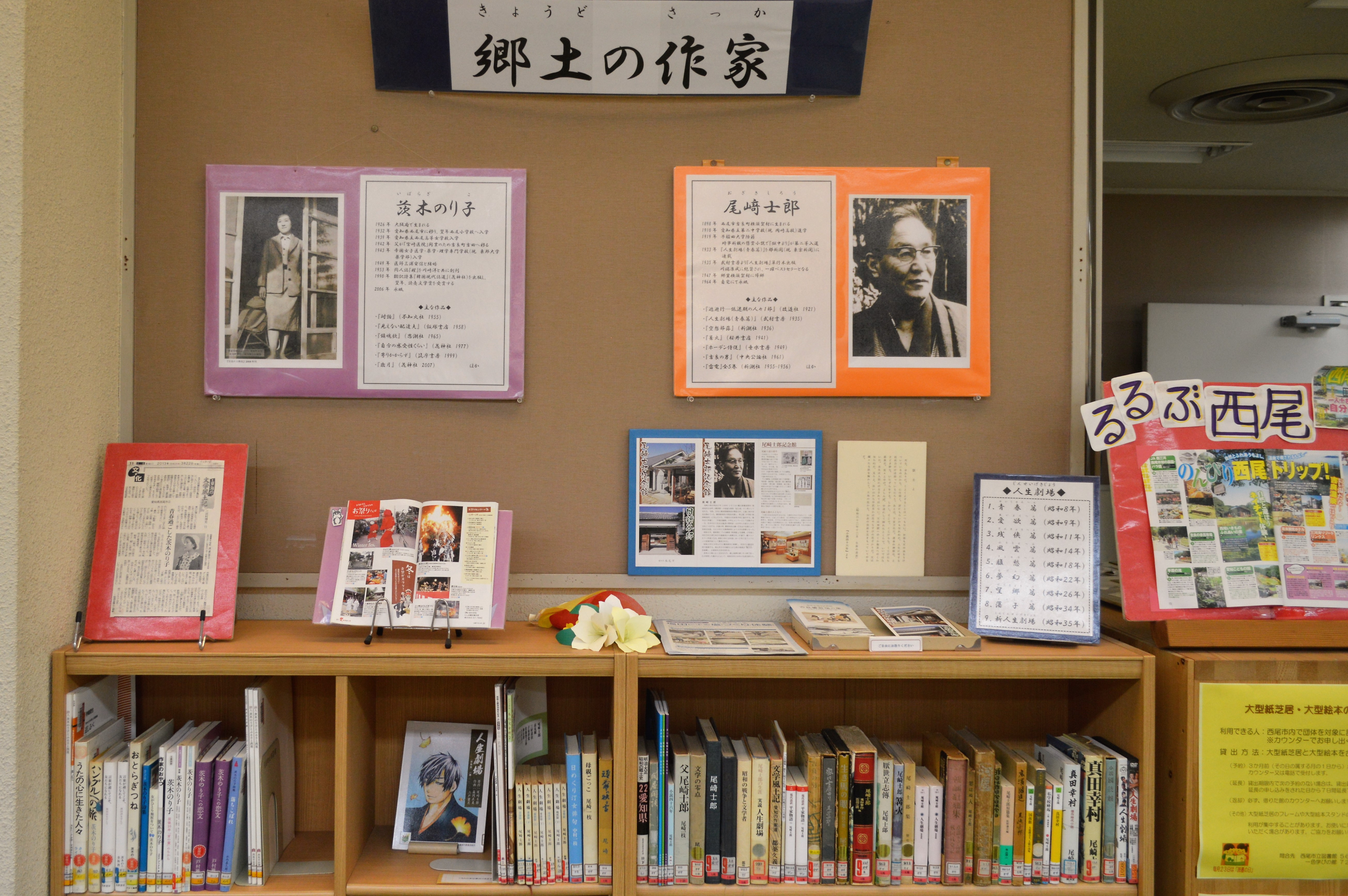
郷土の作家コーナー